# 一山大橋
一山大橋（イルサンおおはし）は、大韓民国京畿道金浦市金浦1洞と高陽市一山西区間を結ぶ、漢江に架かる全長1,840mの橋。一山大橋株式会社が管理する有料道路である。

## 料金
一山大橋の通行料は、次の通りである（2017年6月1日改定）。
| 区分        | 通行料（ウォン） |
| ----------- | ---------------- |
| 軽自動車    | 600              |
| 小型(1種)   | 1,200            |
| 中型(2,3種) | 1,800            |
| 大型(4,5種) | 2,400            |